# Rhaphitelus angustus
Rhaphitelus angustus är en stekelart som beskrevs av Kamijo 1981. Rhaphitelus angustus ingår i släktet Rhaphitelus och familjen puppglanssteklar. Inga underarter finns listade i Catalogue of Life.